# 안티파테스
안티파테스(고대 그리스어: Ἀντιφάτης)는 그리스 신화에서 다음의 5명의 인물들의 이름이다.
1. 안티파테스는 트로이아의 전사중에 하나로 레온테우스의 칼에 죽는다.[1]
2. 안티파테스는 전설적인 식인 부족인 라이스트뤼고네스족의 왕이다. 오딧세우스가 고향 이타카로 돌아가던 중 한 섬에 도착했을 때 자신의 부하들을 보내 그 섬이 어떤 곳인지를 알아보라고 하였다. 부하들은 곧 한 소녀를 만났는데 그 소녀는 그 섬의 왕 안티파테스의 딸이었다. 소녀의 안내로 안티파테스의 궁전에 갔는데 갑자기 안티파테스는 그들을 잡아먹었다. 두 명만이 간신히 도망쳐 돌아왔는데 안티파테스는 자신의 부족을 이끌고 오딧세우스의 선단을 공격했고 선원들을 잡아먹었다. 오딧세우스는 간신히 배 한척만 겨우 살아 돌아왔다. 오딧세우스의 그 다음 여행지는 키르케의 섬이었다.[2]
3. 안티파테스는 멜람푸스의 아들로 만티오스와 형제기간이다. 그는 오이클레스의 아버지였다.[3]
4. 안티파테스는 트로이아의 목마에 숨어 들어갔던 그리스 용사 40명 중에 한 사람이었다.[4]
5. 안티파테스는 사르페돈의 아들로 아이네이아스와 이탈리아로 동행했다. 투르누스에게 죽었다.[5]